# Aneth
Aneth ist eine Siedlung auf gemeindefreiem Gebiet im San Juan County im US-amerikanischen Bundesstaat Utah. Zu statistischen Zwecken ist der Ort zu einem Census-designated place (CDP) zusammengefasst worden. Das U.S. Census Bureau hat bei der Volkszählung 2020 eine Einwohnerzahl von 427 ermittelt.

## Geografie
Aneth ist der südöstlichste Ort von Utah am nördlichen Ufer des San Juan River, der die auf dem gegenüberliegenden Ufer gelegene Navajo Nation Reservation nach Norden begrenzt. Der Ort liegt 40 km nordwestlich der Four Corners, der Schnittstelle zwischen den Staaten Utah, Colorado, New Mexico und Arizona.
Aneth liegt auf 37°12′58″ nördlicher Breite und 109°11′13″ westlicher Länge. Der Ort erstreckt sich über 30,4 km², die sich auf 29,5 km² Land- und 0,9 km² Wasserfläche verteilen.
Benachbarte Orte von Aneth sind Montezuma Creek (15 km nordwestlich) und Teec Nos Pos in Arizona (48,7 km südöstlich).
Die nächstgelegenen größeren Städte sind Salt Lake City (570 km nordwestlich), Grand Junction in Colorado (376 km nordnordöstlich), Albuquerque in New Mexico (421 km südöstlich) und Flagstaff in Arizona (396 km südwestlich).

## Verkehr
Die entlang des San Juan River verlaufende Utah State Route 162 führt als Hauptstraße durch Aneth. Alle weiteren Straßen sind untergeordnete Landstraßen, teils unbefestigte Fahrwege sowie innerörtliche Verbindungsstraßen.
Der nächste Verkehrsflughafen ist der 410 km südwestlich gelegene Grand Canyon National Park Airport nördlich von Flagstaff. Größere Flughäfen sind der Salt Lake City International Airport (578 km nordwestlich) und der Albuquerque International Sunport (429 km südöstlich).

## Demografische Daten
Nach der Volkszählung im Jahr 2010 lebten in Aneth 501 Menschen in 123 Haushalten. Die Bevölkerungsdichte betrug 17 Einwohner pro Quadratkilometer. In den 123 Haushalten lebten statistisch je 4,07 Personen.
Ethnisch betrachtet setzte sich die Bevölkerung zusammen aus 1,0 Prozent Weißen, 97,6 Prozent amerikanischen Ureinwohnern sowie 1,0 Prozent aus anderen ethnischen Gruppen; 0,4 Prozent stammten von zwei oder mehr Ethnien ab. Unabhängig von der ethnischen Zugehörigkeit waren 1,6 Prozent der Bevölkerung spanischer oder lateinamerikanischer Abstammung.
26,9 Prozent der Bevölkerung waren unter 18 Jahre alt, 65,7 Prozent waren zwischen 18 und 64 und 7,4 Prozent waren 65 Jahre oder älter. 49,3 Prozent der Bevölkerung war weiblich.

Das mittlere jährliche Einkommen eines Haushalts lag bei 30.417 USD. Das Pro-Kopf-Einkommen betrug 7694 USD. 50,8 Prozent der Einwohner lebten unterhalb der Armutsgrenze.